# 小鱗莫氏管肩魚
小鱗莫氏管肩魚（学名：Maulisia microlepis）為管肩魚科的其中一種，為深海魚類，分布於大西洋及西印度洋海域，深度500-2000公尺，體長可達25.5公分，棲息在底層水域，生活習性不明。
其种加词“microlepis”意为“细鳞的”。